# Eva Brandelius
Claire Eva Edla Brandelius, ogift Neuman, född 20 maj 1920 i Sankt Matteus församling i Stockholm, död 27 januari 1987 i Aneboda församling i Kronobergs län, var en svensk journalist och författare.
Eva Brandelius, som var dotter till konstnären Bernhard Neuman och sjukgymnasten Florence Wahlinder, arbetade i unga år som stenograf hos Troeng & Wallin samt hos advokat Greber. Hon etablerade sig sedan som journalist inom såväl veckotidningspress som fackpress. Bland annat verkade hon vid Husmodern och Femina och gjorde reportageresor till länder som Indien, Irland och England. Eva Brandelius satsade sedan på måleri och höll flera utställningar. Hon skrev sångtexter till Harry Brandelius, som finns utgivna på flera av hans skivor, och gav tillsammans med honom ut hans memoarer Gamla Nordsjön 1984.
Eva Brandelius var 1940–1945 gift med författaren Walter Ljungquist, 1946–1953 med fotografen Lars Cassel, 1954–1959 med ingenjören Björn Håkanson och 1966 till sin död med sångaren Harry Brandelius. Hon hade fyra barn, födda mellan 1944 och 1955. Makarna Brandelius är begravda i Neumanska familjegraven på Angelstads kyrkogård.